# Если бы я был королём (опера)
Если бы я был королём (фр. Si j'étais roi) — комическая опера в трёх актах Адольфа Адана. Либретто А. Дэннери и Ж. Брезиля. Премьера оперы состоялась в «Театре-Лирик» в Париже, 4 сентября 1852 года. Хотя эта опера менее популярна, чем другая опера Адана, «Почтальон из Лонжюмо», но её нередко называют лучшей оперой композитора. Увертюра к опере часто исполняется в качестве концертного номера. К числу известных вокальных номеров относятся ария для сопрано De vos nobles aïeux и куплеты для баритона Dans le sommeil, l'amour.

## Постановки
Первая постановка оперы в парижском Театре-Лирик в 1852 году была богато оформлена, с дорогими костюмами и настоящими драгоценностями, исполнялась двумя актёрскими составами. За первые четыре месяца представлений эта постановка занимала половину афиши Театра-Лирик, а за десять лет была показана в этом театре более 170 раз. Опера ставилась в Брюсселе,Новом Орлеане (1856), Турине (1858), Сурабае (1864). В XX веке опера ставилась в Берлине (1904, 1908, 1924, 1960), Риге и Праге (1909), Вене (1911), Софии (1930), Бухаресте (1936), Эрфурте (1962), Магдебурге (1963), Эйзенахе (1964) и др.

## Сюжет
В опере получил своеобразное воплощение сюжетный мотив «Калифа на час». Действие происходит в XVI веке в Индии (в Гоа) накануне захвата её Португалией. Критики отмечают смелость композитора, который в период колониальных войн написал оперу о мужестве и доблести народа, сопротивляющегося захватчикам. При исполнении оперы в Германии в XIX в. либретто было изменено: действие перенесено в сказочную страну, эпизоды борьбы с португальцами и история измены Кадура были выброшены. 

## Действующие лица
| Роль                                                            | Голос   | Исполнитель на пьемрьере 4 сентября 1852 Дирижёр: — |
| --------------------------------------------------------------- | ------- | --------------------------------------------------- |
| Немеа, Принцесса Гоа, дочь короля Гоа                           | сопрано | Pauline-Désirée Dejon                               |
| Зелида, сестра Зефориса                                         | сопрано | Louise Rouvroy                                      |
| Зефорис, рыбак                                                  | тенор   | Tallon                                              |
| Муссоль, Король Гоа, отец Немеи                                 | баритон | Pierre-Marie Laurent                                |
| Принц Кадур, министр короля                                     | бас     | François-Marcel Junca                               |
| Пифар, рыбак                                                    | тенор   | Horace Menjaud, fils                                |
| Зизель, полицейский береговой охраны                            | бас     | Ernest Leroy                                        |
| Атар, министр                                                   | бас     | Lemaire                                             |
| Рыбаки, рыбачки, придворные, слуги, горожане, советники, монахи |         |                                                     |

## Краткое содержание

### Действие первое
Закат на берегу; Зизель пришёл, чтобы получить очередную мзду от рыбаков. Несколько месяцев назад молодой рыбак из Гоа Зефорис спас здесь тонущую молодую девушку, которая оставила ему в награду кольцо. Зефорис рассказал об этом своей сестре Зелиде и её возлюбленному Пифару. Когда король Муссоль проезжал со своим двором через эти места, юноша узнал спасённую им незнакомку в принцессе Немеа, чьей руки домогается племянник короля Кадур, ведущий предательские переговоры с португальцами о передаче им Гоа. Кадур надеется свергнуть короля и стать португальским наместником в порабощенной стране. Он отдает приказ отвести войска от границы, чтобы облегчить иноземцам вторжение. Принц Кадур под страхом смерти требует от Зефориса забыть историю о спасении и кольце. Кадур убедил короля, что это он спас принцессу, и теперь она должна исполнить свою клятву и стать его женой, хотя и не любит его. Сердце Зефориса разбито. В задумчивости он пишет на песке: «Если бы я был королём...» — и засыпает. Увидев надпись на песке, король решает сыграть с ним шутку. Спящего Зефориса уносят во дворец.  

### Действие второе
Зефорис просыпается в тронном зале дворца Муссоля, в королевской одежде, и все обращаются к нему, как королю. Юноша доволен, он немедленно принимает законы, чтобы помочь рыбакам. Он отправляет войска на границу, чтобы защитить страну от захватчиков. Но когда он объявляет о своей свадьбе с принцессой Немеа, Муссоль решает, что дело зашло слишком далеко, и даёт ему снотворное. Зефориса возвращают в его хижину.

### Действие третье

#### Картина первая
Проснувшись в своей бедной хижине, Зефорис решает, что видел удивительный сон. Его сестра Зелида пытается утешить разочарованного брата, но внезапно появляется принцесса Немеа: она сообщает, что жизнь Зефориса во дворце была наяву, и что она влюблена в юношу, но коварный Кадур подослал наёмных убийц, чтобы избавиться от соперника. Появляется Король в сопровождении свиты, и предательство Кадура раскрывается. Король изгоняет Кадура, но португальцы уже вторглись на землю Гоа. Зефорис становится во главе армии.

#### Картина вторая
Главная площадь на городе Гоа. Горожане празднуют победу над португальскими захватчиками. В честь победы король соглашается на свадьбу Немеа и Зефориса.